# Santa María (Costa Rica)
Pour les articles homonymes, voir Santa María.
Santa María est une ville de la province de San José, au Costa Rica.